# Wereldbeker schaatsen 2008/2009 - Wereldbeker 5 - 2e 1000 meter mannen
De zesde van 10 wedstrijden voor de wereldbeker schaatsen 1000 meter werd gehouden op 14 december 2008 in Nagano.

## Uitslag A-divisie
| rang   | schaatser                | tijd     | punten |
| ------ | ------------------------ | -------- | ------ |
| Goud   | Shani Davis              | 1.08,92  | 100    |
| Zilver | Lee Kyou-hyuk            | 1.09,16  | 80     |
| Brons  | Denny Morrison           | 1.09,23  | 70     |
| 4      | Lee Jong-Woo             | 1.10,13  | 60     |
| 5      | Mo Tae-Bum               | 1.10,25  | 50     |
| 6      | Pekka Koskela            | 1.10,31  | 45     |
| 7      | Remco Olde Heuvel        | 1.10,33  | 40     |
| 8      | Keiichiro Nagashima      | 1.10,43  | 36     |
| 9      | Tadashi Obara            | 1.10,53  | 32     |
| 10     | Mika Poutala             | 1.10,89  | 28     |
| 11     | Samuel Schwarz           | 1.10,94  | 24     |
| 12     | Aleksandr Lebedev        | 1.11,10  | 21     |
| 13     | Kyle Parrott             | 1.11,35  | 18     |
| 14     | Frank Steiner            | 1.11,36  | 16     |
| 15     | Muncef Ouardi            | 1.11,676 | 14     |
| 16     | Philippe Riopel          | 1.11,678 | 12     |
| 17     | Sjoerd de Vries          | 1.11,80  | 10     |
| 18     | François Olivier Roberge | 1.11,86  | 8      |
| 19     | Mun Joon                 | 1.15,39  | 6      |

## Loting
| rit | binnenbaan      | buitenbaan               |
| --- | --------------- | ------------------------ |
| 1   |                 | Mun Joon                 |
| 2   | Kyle Parrott    | Aleksandr Lebedev        |
| 3   | Philippe Riopel | Samuel Schwarz           |
| 4   | Muncef Ouardi   | Frank Steiner            |
| 5   | Mika Poutala    | Pekka Koskela            |
| 6   | Sjoerd de Vries | Remco Olde Heuvel        |
| 7   | Tadashi Obara   | François Olivier Roberge |
| 8   | Lee Jong-Woo    | Keiichiro Nagashima      |
| 9   | Mo Tae-Bum      | Denny Morrison           |
| 10  | Lee Kyou-hyuk   | Shani Davis              |

## Top 10 B-divisie
| rang | schaatser       | tijd    | punten |
| ---- | --------------- | ------- | ------ |
| 1    | Nick Pearson    | 1.10,53 | 25     |
| 2    | Chris Needham   | 1.11,11 | 19     |
| 3    | Lee Ki-Ho       | 1.11,40 | 15     |
| 4    | Nico Ihle       | 1.11,66 | 11     |
| 5    | Tuomas Nieminen | 1.12,07 | 8      |
| 6    | Yaolin Zhang    | 1.12,57 | 6      |
| 7    | Brent Aussprung | 1.12,64 | 4      |
| 8    | Pasi Koskela    | 1.13,60 | 2      |
| 9    | Aleksandr Komar | 1.35,46 | 1      |